# 约翰·特雷洛尔
约翰·特雷洛尔（英語：John Treloar，1928年1月19日—2012年7月23日），澳大利亚男子田径运动员。他曾代表澳大利亚参加1950年大英帝国运动会田径比赛，获得三枚金牌。他也曾参加1948年和1952年夏季奥运会。